# Little Rita nel West (album)
Little Rita nel West  è un album di Rita Pavone, pubblicato nel 1967. L'album contiene la colonna sonora del film omonimo, diretto da Ferdinando Baldi e interpretato dalla stessa Pavone.

## Descrizione
Nel 1967 la cantante è protagonista del suo quinto film Little Rita nel West, un western musicale diretto da Ferdinando Baldi con un giovane Lucio Dalla in veste di attore, Terence Hill e Teddy Reno. Viene pubblicata la colonna sonora omonima dalla RCA Italiana che contiene sette brani incisi dalla cantante, uno da Teddy Reno e due in duetto: Pirulirulì, inciso con Dalla che firma anche il brano con Gian Franco Reverberi e Rosario Leva e Rita sei tutti noi con Reno, che incide da solista anche il brano Uno sceriffo che si rispetti. Il disco porta la firma di autori quali Gianni Musy, Roberto Gigli, Giuseppe Cassia, James Ireson, Guido Cenciarelli e Carlo Scartocci.

## Edizioni
L'album, da cui non fu estratto alcun singolo, fu pubblicato in Italia in LP con numero di catalogo PML 10427: Non esiste una versione pubblicata in download digitale e per le piattaforme streaming.

## Tracce
LATO A
1. Little Rita (testo: Gianni Musy – musica: Roberto Gigli, Carlo Scartocci)
2. Pirulirulì (con Lucio Dalla) (testo: Rosario Leva – musica: Gian Franco Reverberi)
3. Ma che te ne fai (testo: Giuseppe Cassia – musica: James Ireson)
4. Rita sei tutti noi (con Teddy Reno) (testo: Gianni Musy – musica: Roberto Gigli, Carlo Scartocci)
5. Per un colpo di pistola (testo: Gianni Musy – musica: Roberto Gigli, Carlo Scartocci)

LATO B
1. Tu sei come (testo: Gianni Musy – musica: Roberto Gigli, Carlo Scartocci)
2. Balletto indiano (musica: Roberto Gigli, Guycen)
3. Uno sceriffo che si rispetti (solo Teddy Reno) (testo: Giuseppe Cassia, Emilio Cicerone – musica: Carlo Scartocci)
4. Ma che te ne fai (Ripresa) (testo: Giuseppe Cassia – musica: James Ireson)
5. Little Rita (Finale) (testo: Gianni Musy – musica: Roberto Gigli, Carlo Scartocci)

## Formazione
- Rita Pavone - voce
- Robby Poitevin - arrangiamento orchestra
- Guido Relly - arrangiamento orchestra (tracce 3, 7-9)
- I Cantori Moderni di Alessandroni - cori